# Alissos
Alissos (griechisch Αλισσός (m. sg.)) ist ein Dorf der Gemeinde Dytiki Achaia in der Region Westgriechenland. Zusammen mit den Ortschaften Kamenitsa, Paralia Alissou und Profitis Elisseos bildet es die gleichnamige Dimotiki Kinotita mit 799 Einwohnern (2021).
Der Ort liegt etwa 20 km südwestlich von Patras 600 m südlich der Autobahn 9. Die nächstgelegenen Dörfer sind Kato Achaia im Westen und Kaminia im Nordosten. Das eigentliche Dorf Alissos hatte von 1991 bis 2011 einen Bevölkerungsrückgang von 1.073 auf 418 zu verzeichnen.